# Maison des Atlantes
La Maison des Atlantes ou Hôtel Martin est un édifice civil de la ville de Nîmes, dans le département du Gard et la région Languedoc-Roussillon. Il est inscrit monument historique depuis 2000.

## Localisation
L'édifice est situé 2 plan de l'Aspic.

## Historique
1676-1678 : Reconstruit par les architectes Pierre Cournon et Jacques Cubizol pour Jean Martin, marchand de soie. 

## Architecture
Autour de la porte, deux atlantes supportent une architrave moulurée comportant une frise à rinceaux de feuilles d'acanthes et une corniche à larmier. Des feuilles d'acanthe et des volutes encadrent les fenêtres. Les lucarnes de toiture sont rondes, encadrées d'une ligne de balustres carrés. Un bel escalier à balustres carrés se trouve dans la cour, un lion sculpté orne son départ.